# Mühlhof (Erlenstegen)
Mühlhof (nürnbergisch: Mülhuf) ist eine Wüstung im Gemeindegebiet der kreisfreien Stadt Nürnberg.

## Geographie
Die Einöde lag auf einer Höhe von 307 m ü. NHN am Nordufer der Pegnitz dem Ort Hammer direkt gegenüber. Im Norden grenzte der Sebalder Reichswald an. Dort verlief eine Chaussee von Nürnberg nach Amberg.

## Geschichte
Der Ort wurde im Jahr 1406 als „Hof bei der mul“ erstmals schriftlich erwähnt. Mit der Mühle war der Laufmholzer Hammer gemeint. Spätestens 1552 wurde das Anwesen abgebrochen und an nördlich der Pegnitz neu errichtet.
Gegen Ende des 18. Jahrhunderts bestand Mühlhof aus zwei Anwesen (1 Dreiviertelhof, 1 Haus). Das Hochgericht übte die Reichsstadt Nürnberg aus, was aber vom brandenburg-bayreuthischen Oberamt Baiersdorf bestritten wurde. Grundherr war der Nürnberger Eigenherr von Wahler zu Oberbürg.
Von 1797 bis 1810 unterstand Mühlhof dem Justiz- und Kammeramt Erlangen. Im Rahmen des Gemeindeedikts wurde der Ort dem 1813 gebildeten Steuerdistrikt Erlenstegen und der im selben Jahr gegründeten Ruralgemeinde Erlenstegen zugeordnet. In der freiwilligen Gerichtsbarkeit unterstand der Ort bis 1812 und von 1821 bis 1834 dem Patrimonialgericht Oberbürg. 1865 wurde Mühlhof nach Laufamholz umgemeindet, das am 1. April 1938 mit Mühlhof in Nürnberg eingemeindet wurde.

### Einwohnerentwicklung
| Jahr      | 001818 | 001824 | 001840 | 001861 | 001871 | 001885 | 001900 | 001925 |
| Einwohner | 18     | 28     | 25     | 23     | 19     | 20     | 12     | 10     |
| Häuser    | 3      | 2      | 3      |        |        | 1      | 3      | 1      |
| Quelle    | [ 8 ]  | [ 5 ]  | [ 9 ]  | [ 10 ] | [ 11 ] | [ 12 ] | [ 13 ] | [ 14 ] |

## Religion
Mühlhof war seit der Reformation evangelisch-lutherisch geprägt und ursprünglich nach St. Jobst (Nürnberg) gepfarrt, spätestens seit den 1860er Jahren war die Pfarrei St. Nikolaus und Ulrich (Mögeldorf) zuständig. Die Katholiken waren in die Frauenkirche (Nürnberg) gepfarrt.